# Gottlieben
Gottlieben es una comuna suiza del cantón de Turgovia, situada en el distrito de Kreuzlingen. Limita al norte con las comunas de Reichenau (DE-BW) y Constanza (DE-BW), al este y sur con Tägerwilen, y al oeste con Ermatingen.
La localidad dispone de un pequeño puerto fluvial en la orilla del río Rin que la comunica por este con Schaffhausen y con la vecina ciudad alemana de Constanza. Aunque es una pequeña y discreta villa dispone de un interesante palacio y de numerosas casas centenarias perfectamente conservadas y cuidadas, la práctica totalidad de ellas con valiosos entramados de madera y contraventanas ricamente decorados.

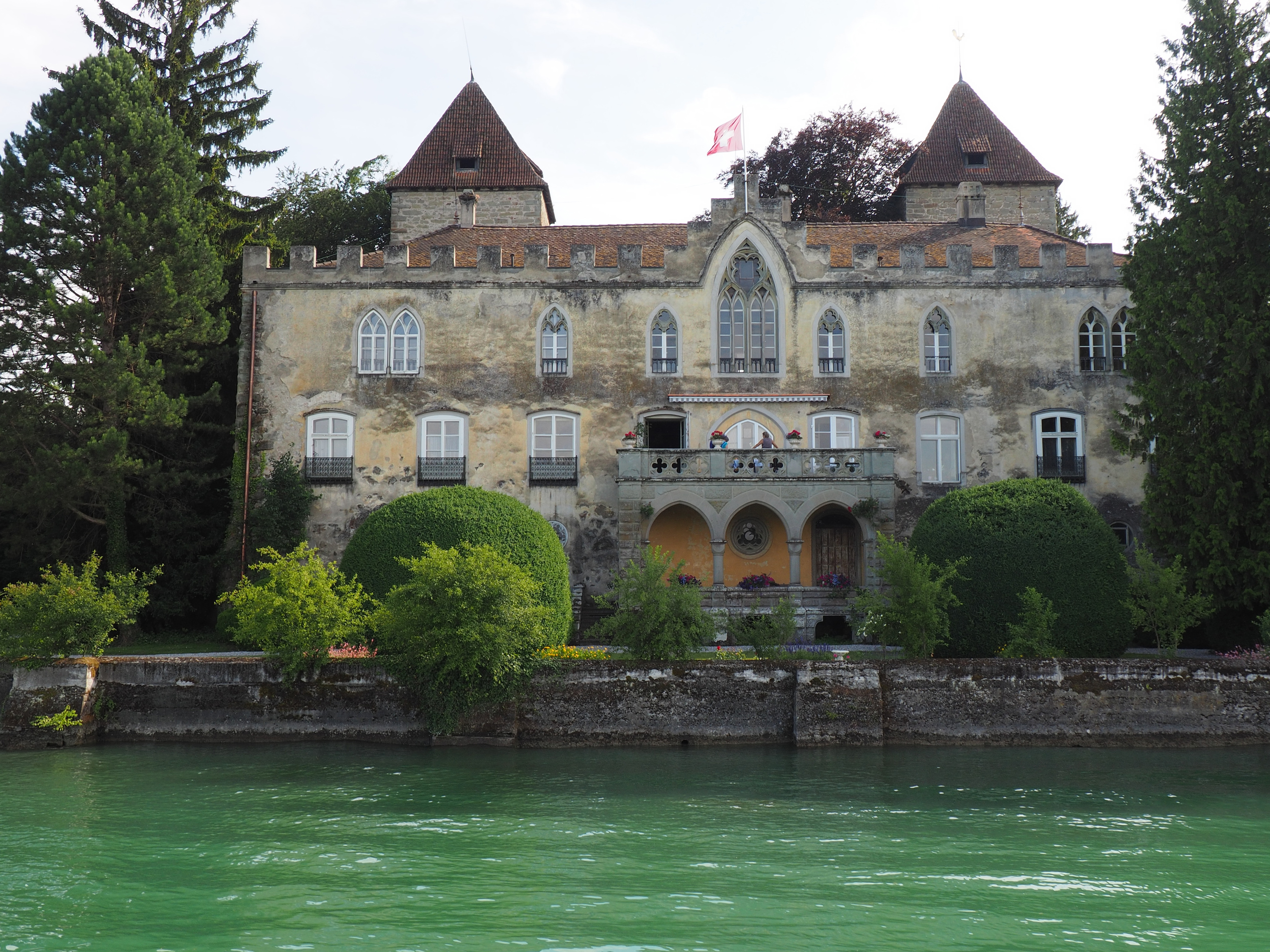
Palacio de Gottlieben visto desde el río.

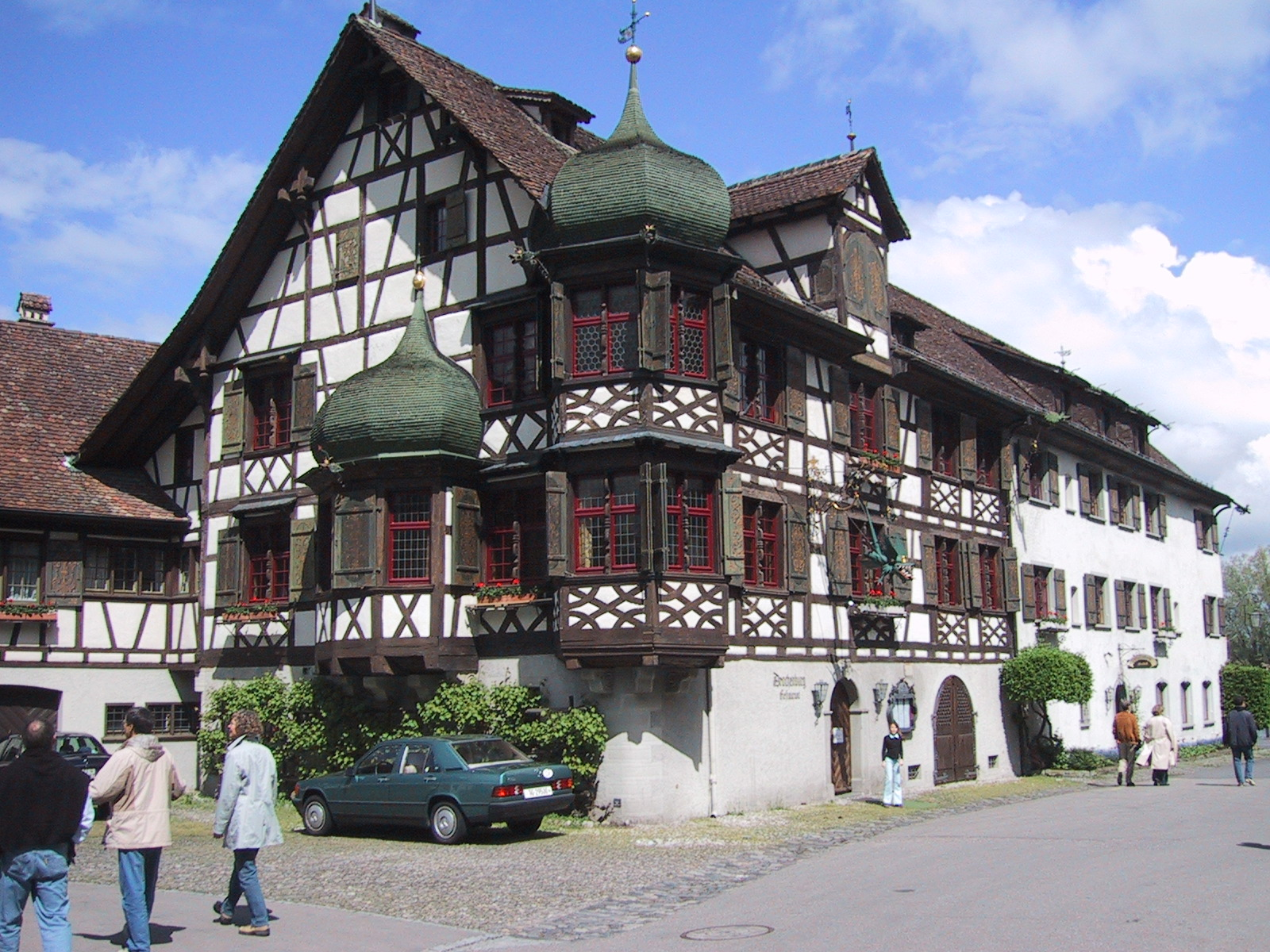
Restaurante "Drachenburg".